# Филип Кабакян
Филип Кабакян е български поет от арменски произход.

## Биография
Роден е на 6 юни 1958 г. в Сливен. Завършва българска филология в Пловдивския университет „Паисий Хилендарски“. Живее и работи в град Стамболийски. Публикува стихове в списанията „Пламък“, „Глоси“ и други. Автор е на стихосбирката „Юфка и нафора“ (2008). Негови творби са номинирани и награждавани на национални конкурси за поезия „Биньо Иванов“, „Вишнев цвят – дъх на пробуждане“, „Поколенията за Ботев“, „Кулски поетичен панаир“. През 2018 г. е победител в националния конкурс за поезия „Усин Керим“ с „Гнездо за книжни лястовици“.